# Anton Köchling
Anton Köchling (* 3. Januar 1903 in Paderborn; † 18. März 1990) war von 1954 bis 1968 Direktor des Landschaftsverbandes Westfalen-Lippe, setzte sich besonders für die deutsch-französische Verständigung ein und war Politiker der CDU.

## Leben und Wirken
Geboren wurde Köchling am 3. Januar 1903 in Paderborn, gestorben ist er im Alter von 87 Jahren am 18. März 1990. Er war mit Martha Johanna, geborene Schulte, verheiratet und hatte vier Kinder, zwei Jungen und zwei Mädchen.
Von 1913 bis 1922 besuchte er Gymnasien in Essen-Borbeck und Paderborn. Als Schüler engagierte er sich im katholischen Jugendverband Bund Neudeutschland (ND) und war Sprecher der ND-Gruppen der Stadt Essen. Danach studierte er an den Universitäten Köln und München Rechts- und Staatswissenschaften. Seit 1922 war er Mitglied der katholischen Studentenverbindung KDStV Tuiskonia München. Er bestand seine erste juristische Staatsprüfung beim Oberlandgericht in Köln im Jahr 1925 und promovierte daraufhin am 19. Juli 1926 zum Dr. jur.
Von 1926 bis 1929 arbeitete Anton Köchling als Gerichts- bzw. Regierungsreferendar an verschiedenen Dienstorten, unter anderem beim Landkreis Recklinghausen, wo er 1929 zum Regierungsassessor ernannt wurde. Als Regierungsassessor arbeitete er bis 1936 noch bei den Landratsämtern Marienburg in Hildesheim und Hameln-Pyrmont in Hameln.
Von Juli 1936 bis September 1946 arbeitete Anton Köchling als Dezernent in den Regierungspräsidien in Stettin, Aussig und Köln, unter anderem als Oberregierungsrat. 1945 trat er in die CDU ein und war mit August Dresbach Gründer der CDU im Rheinisch-Bergischen Kreis. Er war von April bis Mai 1945 kurzfristig als Landrat des Oberbergischen Kreises eingesetzt.
Im Jahr 1948 wurde er schließlich Hauptgeschäftsführer des Nordrhein-Westfälischen Landkreistages in Düsseldorf, 1949 wurde er zum Oberregierungsrat im Innenministerium des Landes Nordrhein-Westfalen in Düsseldorf berufen, und 1950 schließlich zum Oberkreisdirektor beim Landkreis Recklinghausen gewählt.
Durch den Beschluss der Landschaftsversammlung wurde er am 29. März 1954 zum Direktor des Landschaftsverbandes Westfalen-Lippe berufen und löste damit Bernhard Salzmann ab, welcher noch den Titel Landeshauptmann trug.

## Militärisches Wirken
Nach dem Zweiten Weltkrieg musste Anton Köchling sich den Untersuchungen der Besatzung bezüglich einer nationalsozialistischen Vergangenheit stellen. Nachdem er von Mai 1945 bis August 1946 aufgrund dieser Untersuchungen von seiner Arbeit als Dezernent bei der Regierung Köln freigestellt war, stellte der Deutsche Entnazifizierungsausschuss ihm ein Entlastungszeugnis aus, die ihm die Kategorie V (Entlastete) bescheinigte.

In einem Leumundszeugnis von Dresbach, dem ehemaligen Landrat des Oberbergischen Kreises, für Anton Köchling an den Regierungspräsidenten in Köln beschrieb Dresbach Köchling wie folgt: 

„[…] Ich sehe in Herrn Dr. Köchling den ebenso talentierten wie passionierten Verwaltungsbeamten, der im Dienst in der öffentlichen Verwaltung aufging. Dieses Motiv dürfte auch maßgeblich gewesen sein, wenn er z. Zt. in der öffentlichen Verwaltung, auch nach der sogenannten Machtübernahme verblieb. Dazu kam, was Herr Dr. Köchling in seinem eigenen Bericht angeführt hat, daß er ohne jegliche Mittel dastand und ein Ausscheiden aus der Verwaltung ihn in bittere Not gebracht hätte […] Dieser Druck hat aber, […] auf denjenigen höheren Beamten gelastet, die bis zur Machtübernahme in scharfer Abwehrstellung oder gar im Kampf gegen den Nationalsozialismus gestanden hatten. Dazu hat aber Herr Dr. Köchling in ganz hervorragender Weise gehört.“

| Militärische Dienstleistungen  |                                                           |
| August 1935 bis September 1935 | Infanterie-Ausbildungs-Bataillon (8-Wochenübung)          |
| August 1938 bis September 1938 | Pionier-Bataillon Stettin (8-Wochenübung)                 |
| Juli 1940 bis Dezember 1942    | Militärverwaltung Frankreich, Militärverwaltungsoberrat   |
| November 1943 bis April 1944   | Pionier-Bataillon Risa                                    |
| April 1944 bis September 1944  | Militär-Verwaltung Frankreich – Militärverwaltungsoberrat |

## Ehrungen
Aufgrund seiner Verdienste in den verschiedenen Bereichen erfuhr Köchling viele Ehrungen und Auszeichnungen.
Er erhielt 1962 den Ehrendoktortitel der Medizinischen Fakultät der Universität Münster, war Träger des DRK-Ehrenzeichens, der Verdienstmedaille des Landesverbandes Westfalen-Lippe und Ritter des Gregoriusordens.
Wegen seiner Verdienste um die deutsch-belgischen Beziehungen zeichnete ihn die belgische Regierung im Jahr 1962 mit dem Orden Ordens Leopolds II. aus, zusammen mit dem Landesrat Paasch, welcher die Offiziersauszeichnung des gleichen Ordens erhielt. Albert de Clerck, der damalige belgische Minister für Mittelstand überreichte die Auszeichnungen in Brüssel. Köchling erwähnte in seiner Rede, welche Ehre diese Auszeichnung für ganz Westfalen sei: „Wir empfinden diese Auszeichnung als eine außergewöhnliche Ehrung nicht nur für uns persönlich, sondern für ganz Westfalen. […] Die Auszeichnungen sollen uns aber nicht allein eine Ehre sein. Sie sind uns eine Verpflichtung für die Zukunft. Nehmen Sie mit meinen Worten des Dankes auch die Versicherung entge-gen, dass wir stets bemüht bleiben, die menschlichen und kulturellen Bande zwischen Ihrem schönen Land und Westfalen enger zu knüpfen.“
Für seine „menschlich-korrekte Haltung gegenüber der französischen Bevölkerung während des zweiten Weltkriegs“ und für seine Verdienste um die „deutsch-französische Verständigung nach dem Kriege“ wurde ihm im Jahr 1966 durch die französische Regierung das Kommandeurkreuz „Ordre National du Mérite“ verliehen.

## Trivia
- Er war Gründungsmitglied der Gesellschaft zur Förderung der westfälischen Kulturarbeit.
- Von 1950 bis 1954 leitete er als Vorsitzender den Kreisverband Recklinghausen-Land des Deutschen Roten Kreuzes.